# Hollywood Pictures
Hollywood Pictures är ett inaktivt filmbolag inom The Walt Disney Company. Den första filmen, Imse vimse spindel, släpptes 1990.
Anledningen till att bolaget etablerades var att Touchstone Pictures, det firmanamn genom vilket Walt Disney Pictures sedan 1984 hade släppt sina mer vuxenorienterade filmer, inte längre räckte till för den mängd filmer som Disney ville producera samt att ledningen ville skapa internkonkurrens. Under slutet av 1990-talet avvecklades verksamheten, men med en kort återuppståndelse kring 2005 för genrefilm.
Systerbolaget Hollywood Records som bildades samma veva är dock fortfarande aktivt.

## Produktion (urval)
- Evita
- G.I. Jane
- Handen som gungar vaggan
- Judge Dredd
- Medan du sov
- Medicinmannen
- Powder
- Rött hav
- Sjätte sinnet
- Super Mario Bros.
- Swing Kids
- The Rock
- Tombstone